# Mount Guyon
Mount Guyon är ett berg i Antarktis. Det ligger i Östantarktis. Australien gör anspråk på området. Toppen på Mount Guyon är 2 541 meter över havet.
Terrängen runt Mount Guyon är huvudsakligen kuperad, men den allra närmaste omgivningen är bergig. Mount Guyon är den högsta punkten i trakten. Trakten är obefolkad. Det finns inga samhällen i närheten.